# 橋牌

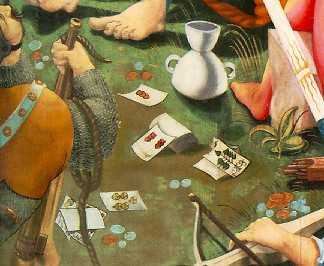
橋牌

合約橋牌（英語：Contract Bridge），一般簡稱橋牌，是一種以技巧贏取牌磴的紙牌遊戲，屬吃磴遊戲。橋牌是由四個人組成兩對搭檔在方桌上進行，搭檔互相面對面坐在桌子的兩端。在全球有数百万的桥牌玩家。他们一般在俱乐部、网络、锦标赛或家中打桥牌。桥牌也是世界上最为流行的纸牌游戏之一，在老年人群中尤为流行。世界桥牌联盟是管辖国际桥牌竞赛的机构，另有许多地区性的桥牌竞赛管理机构。
競賽包含叫牌（也可稱為競價）與打牌兩部分，接著將該牌計分。在“合約”決定後，叫牌就結束。合約代表某一搭檔宣告他們一方必須至少吃到的磴數，以及將使用為王牌的特定花色（或者不使用王牌）。打牌的規則與其他贏取牌磴的遊戲類似，且其中一位玩家的手牌必須面朝上放在桌上，稱作「夢家」。
橋牌能夠流行，主要是因為複式橋牌競賽的舉辦。這種競賽在理論上，能讓無窮多名參賽者參加。複式橋牌的比賽小至每天在無數俱樂部舉辦的例行賽事，大到世界錦標賽和奥林匹克。

## 流程
橋牌需要兩對，一對各兩人的搭檔。這四位玩家圍坐於一張方桌，各自坐在同伴的對面。這四位玩家對應的座位，常常以指南針的四個方位來表示。因此，南家和北家組成一對搭檔，東家和西家組成另一對。
一節橋牌包含許多副牌，而一副牌的進行順序是先發牌，接著進行叫牌決定合約，然後打牌，最後登記該牌的結果。
一副牌的目標，是以手上發到的牌儘可能取得好成績。影響分數的因素主要有兩個：叫牌中叫到的磴數，以及打牌中吃到的墩數。合約橋牌和其前身最大的不同即是合約的概念，這是指一個搭檔對他們用指定的王牌，或者不用王牌（無将No Trump, NT），至少能吃到一定磴數的宣告；另外，除正式比賽外，民間流行另種玩法「比小」（Small），甚至發展出另類玩法「中間」（Middle）；「無王」（No Trump, NT）贏牌點數大小依次為A>K>Q>J>10>9>8>7>6>5>4>3>2。「比小」（Small）贏牌點數大小跟「無王」相反，贏牌點數大小依次為2>3>4>5>6>7>8>9>10>J>Q>K>A。「中間」（Middle）則以中間7最大，贏牌點數大小依次為7>6=8>5=9>4=10>3=J>2=Q>1（A）=K，同大時則以「先出先贏」決定勝負；出現在1980年代後期的台灣藝專。
一個合約包含兩部分：線位和花色（或稱名稱、類別）。線位代表除了最基本的六磴（叫做底金）之外，所能得到的磴數 ─ 這保證贏得合約的搭檔，必須吃到較多的磴數。由於一牌總共有十三磴，線位從一到七共有七線，分別代表必須贏得七到十三磴。五種花色依等級低到高排列，分別是梅花（Club, ♣）、方塊（Diamond, ♦）、紅心（Heart, ♥）、黑桃（Spade, ♠）和無王（No Trump, NT）。舉例來說，「 3♥ 」這個合約代表這個搭檔用紅心為王牌，需要拿到九磴（底金加三）。因此，可能的合約總共有 7×5 = 35 種；所有可能的合約中 1♣ 最低，接著是 1♦，依此類推，最高是 7NT 。如加入民間流行玩法，7種花色依等級低到高排列，分別是比小（Small, SM）、梅花（Club, ♣）、方塊（Diamond, ♦）、中間（Middle, MD）、紅心（Heart, ♥）、黑桃（Spade, ♠）和無王（No Trump, NT）。單桌橋牌無法如複式橋牌有另一桌得分可供比較，為讓持牌較差的玩家也能加入競叫，上述所謂民間流行玩法乃應運而生，但並非官方承認玩法。
兩個配對在叫牌階段裡互相競爭，看誰能提出最高等級的合約。贏得叫牌的一方，稍後便得拿到至少能滿足合約需求的磴數，以獲得分數。整體來說，最佳結果是盡量準確地叫到最佳合約，然後在打牌時得到約定的磴數（如果打得好或運氣好，也可以多贏）。如果贏得叫牌的一方（主打方）拿到約定的磴數（或更多），就可以說他們作成合約，且可以得到獎勵的分數；反之合約就是被擊垮，且對手（防守方或防家）就可以獲得獎勵的分數。
在尋找最佳合約時，如果雙方在爭奪最終定約，多叫一兩階很有用，因為與其讓對方叫到且作成合約而獲得很多分數，不如小失一點分數還比較有利。這被稱作「犧牲」，在激烈的叫牌中很常使用。這個作法在複式橋牌（比賽和許多俱樂部都使用這種方式）更為常見，因為這類比賽的目標是要比其他打同樣牌的配對獲得更高的分數，無論用什麼方法獲得多小的差距都有用。

### 發牌
橋牌使用五十二張標準撲克牌。每一局都有一位玩家是「發牌人」，負責將牌平均分配給四個玩家，且首先開始叫牌。每局的發牌人都會以順時針方向輪轉。
在盤式橋牌（或其他非複式橋牌的場合），紙牌在開始之前都會洗好，接著發牌人以順時針方向，從他左手方的玩家開始一張一張分配，最後一張給他自己，這樣每個玩家都會拿到一副十三張的「手牌」。為了方便起見，發牌人的同伴通常在此同時把另一付牌洗好，以便在下一牌使用。發牌人左手方的玩家會是下一牌的發牌人。因此，盤式橋牌的每一牌都是隨機的，與其他手牌毫不相干，而許多時候決定分數的原因除了技巧之外，拿到的牌也佔了很大的成份。
在複式橋牌中，則只會在一節開始之前洗一次牌，然後一樣發成四手牌各十三張。這些牌會在競賽全場使用。這樣在打牌時，所有人的成績便可互相比較，且可以去除有些人拿到較好牌的運氣成份。複式比賽的牌會裝在塑膠或金屬製的牌盒內，在全場的每一桌傳遞，上面清楚標示手牌的編號和哪位玩家該拿那一手牌。牌盒中可能還會附上一張紀錄每個配對這牌成績的小紙條，這節比賽結束之後，裁判會將這些小紙片記錄下來。分數也可以寫在登記表上，在每一圈結束時由工作人員收集交給裁判。在一些競賽，尤其是要在不同地點使用同樣牌的比賽裡（例如大型的全國或國際競賽），牌會在比賽前先發好，也可能使用專門用來預先發牌的特製機器。在牌傳到新的一桌使用時，桌上的四位玩家會將牌抽出，接著數一數以確定手上有十三張牌。
複式橋牌和盤式橋牌，以及其他贏磴的遊戲的一個不同處在於，玩家不會將他們的牌丟到桌子中央，而是在每磴結束後，面朝下放在每位玩家的正前方。這樣在該牌打完後，玩家便能完整取回自己的手牌，歸位到牌盒中，讓後面各桌能不受影響地打到相同的牌。如果在打牌時有違規，或其他需要回顧之前出牌的事件發生，這麼做也能確定當時每個人出過什麼牌，以及出牌的順序。

### 叫牌
叫牌決定主打方及最後的合約。主打方的其中一人被稱作「莊家」，而會主打這一牌，另一位則會成為不做事的「明手」。最後的合約也可能被（防守方）賭倍或（主打方）再賭倍，使這一牌不論是做成或被擊垮，能得到的分數都會增加。
在叫牌中，每個玩家在輪到自己時都可以做出以下其中一種「叫品」：
- 叫價（Bid）：宣告叫品的線位及花色，也可稱為「實質性叫品」。
- 賭倍（Double）：當最後一個非派司的叫品是由敵方叫出。
- 再賭倍（Redouble）：當最後一個非派司的叫品是敵方的賭倍。
- 派司（Pass）：不想做出以上三種叫品時，亦即棄權。

（註：「叫價」和「叫品」這兩個詞常被混用，但技術上這是錯誤的。）
叫牌由發牌人開始，每個玩家依序順時鐘輪流叫出一個叫品。當出現連續三個派司後，叫牌即結束。
「叫價」會指定線位和花色，所以指示了一個想打某合約的提議。想叫牌的玩家必須叫出比前一個叫品更高的叫品。所謂比較高的叫品，是指叫品的線位較高，或是在同一線位上，且花色的等級較高。因此在 3♥ 這個叫品之後，不能叫 2♠ 或 3♣ ，但可以叫 3NT(無王) 或 4♦ 。
「賭倍」只能在敵方叫出叫價後使用。用最簡單的話來說，這代表該位玩家很有信心敵方的合約無法完成，因此玩家願意讓本方在擊敗合約時的分數能加倍，但在敵方完成合約時他們的分數也會加倍。但在現代橋牌中，賭倍常常被用來當作特約，要求同伴叫牌，或者傳遞訊息給同伴。「再賭倍」只能在敵方賭倍後使用，也可以用來做一些其他特殊用途。賭倍和再賭倍在下一個叫價出現後便失去效用，即任何之後的叫價都會使其無效。
叫牌結束後，最後一個叫價（以及其後的賭倍和再賭倍）便成為合約，其線位決定達成合約所需的磴數，而花色則決定所使用的王牌（如果有）。
另外要提的一點是，早期的叫品的目的是交換資訊，而非決定最後的合約。大多數叫品都並不希望成為最終合約，而是用來描述玩家手牌的力量與分配，以使搭檔能對最佳合約的位置做出有根據的猜測。同伴間各叫品意義的約定被稱為叫牌制度。
沒有贏得合約的搭檔叫「防守方」。叫出最後叫價的一對還要細分：首先叫出最後合約所屬花色的一方成為「莊家」，他的同伴則是「夢家」。舉例而言，若西家發牌，叫牌過程如下：
| 西   | 北 | 東   | 南   |
| ---- | -- | ---- | ---- |
| 派司 | 1♥ | 派司 | 1♠   |
| 派司 | 2♦ | 賭倍 | 3♠   |
| 派司 | 4♠ | 派司 | 派司 |
| 派司 |    |      |      |

那麼東家和西家就是防守方，南家是莊家（因他先叫過黑桃），北家則是夢家，而王牌是黑桃；莊家（和夢家）必須吃到十磴。東家的賭倍因南家接下來的 3♠ 叫品而無效，所以不會影響合約。
叫牌盒是一個能用寫了字的卡片放入，以表示叫品的盒子。這樣，玩家就不需讀出（或寫下）自己的叫品，而可以避免鄰近的玩家聽到叫牌，或者讓玩家用有意或無意的聲音變化，傳遞不被允許的訊息給同伴。

### 打牌
打牌的步驟有十三磴，每一磴包含每位玩家手中的一張牌。A 在橋牌中最大，接著依序是 K、Q、J、10、9 等等，每個花色牌組中最小的牌是 2。一磴中最先出的一張牌稱作「引牌」（或稱攻牌），接著玩家順時鐘方向依序出牌。引牌可以是手上的任何一張牌，但其他的牌則必須「跟出」花色（亦即，必須打出和引牌同樣花色的牌），除非他們已經沒有該花色的牌。打出該磴最大牌張的玩家贏得這一磴，除非其他玩家的出牌中有王牌，在後者的狀況中則由打出最大王牌的玩家贏得此磴。贏得此磴的玩家在下一磴可以引牌，直到所有牌打完。
第一張引牌稱作「首引」（首攻），是由莊家左手方的防家出牌。在首引之後，夢家將他的手牌面朝上在桌面分成四列，一列一個花色，王牌（如果有）放在他的最右手邊。莊家除了要決定自己的出牌，也負責幫夢家選擇要出的牌。防家則各自負責出自己的手牌。夢家可以負責在莊家違規時提醒他，但不能用任何其他的理由干擾打牌。舉例而言，夢家可以在莊家從錯誤方出牌時阻止他（例如提醒他「上一磴是夢家贏到的」），但不能評論敵方的行為，或建議接著該怎麼打。在一般比賽中夢家可以什麼都不做，但在複式橋牌中必須負責根據莊家的口頭指示（例如「同伴，請出紅心 J」）從夢家出牌。這樣比較方便，也可以避免莊家因為伸手橫跨桌面拿牌，而造成的某些麻煩。
合約的線位是一個特定的目標。在上面的例子裡，莊家必須想辦法拿到十磴（「底金」六加叫到的四，王牌則是黑桃）才能「完成」合約拿到分數。若莊家無法完成合約，則就說防家「擊垮」或「擊敗」了合約（莊家「倒約」），而可以因此得到分數。

### 計分
各配對的最終目標，是儘可能得到高分。然而，如果合約完成，則影響分數的主要因素會是叫到的線位，而非打牌贏得的磴數。舉例而言，即使莊家在無王拿到全部 13 磴，1NT 和 7NT 合約所能得到的分數還是有著天壤之別。這可以保證競爭性：即使某一對拿到了大部分的大牌點，而他們的對手完全沒興趣叫牌，他們還是得叫到高線位，使得合約在完成邊緣，才能拿到可能的高分。
當莊家完成合約時，作莊方可以得到以下分數：
- 每個叫到的磴數（梅花和方塊合約 20 分，紅心、黑桃和無王合約 30 分，無王合約可再多加 10 分）
- 超磴（比合約線位多拿到的磴數）
- 合約線位的獎分
- 其他特定獎分

當莊家無法完成合約時，防禦方可以根據「不足磴」─ 莊家比目標短少的磴數 ─ 得分。
由於獎分的結構，一些特定線位的叫品有著特殊意義。最重要的線位是「成局」，即任何磴數分大於 100 的合約。因為各個花色在計分上的價值不同，所以成局線位會根據花色而不一樣。無王的成局線位是 3（九磴），紅心和黑桃（由於每磴的分數較高，所以稱為「高花」）的成局線位是 4（十磴），而梅花和方塊（由於每磴的分數較低，所以稱為「低花」）則是 5（十一磴）。由於成局獎分的誘惑，叫牌的重點經常都圍繞在尋找完成成局合約的可能性。叫到且完成「小滿貫」（6 線）和「大滿貫」（7 線）也會得到高額的獎分。低於成局線位的合約則稱為「部分合約」或「部分分數」。
「身價」的概念影響了計分，也使叫牌和打牌的戰略面向更廣。各個配對都預先指定為兩個狀態之一：「有身價」或「無身價」。當配對有身價時，成局和滿貫獎分都會提高，但無法完成合約的懲罰也同樣提高。指定身價的方法在複式和盤式橋牌各有不同。
橋牌計分有兩種主要分類：盤式和複式計分。其中有一些特點相同，但在計算總分的方法上則不一樣。在盤式橋牌中，各個配對的分數都屬於「線上」或「線下」。在複式橋牌中，所有的分數都被加總在一起，對勝利方計算正分（贏磴分和獎分的總和），而以負分表示落敗方。「芝加哥」橋牌式一種使用複式計分的友誼競賽，包含一組四種不同的身價狀況（不論配對是否完成過一局），且每牌都登記成單一分數。
在複式橋牌中，同樣的一牌會在兩桌以上打過，然後將結果排名。各牌結果的分數會以「序分」或「國際序分（IMP）」表示。不管最終合約為何，取得最佳成績的參賽者（配對或隊伍）會得到該牌的最多分數，反之亦然。拿到最高總分的參賽者，即為錦標賽的冠軍。因此即使拿不到好牌，參賽者只要比其他人拿到同樣牌的人叫得更好、打得更好，還是有機會贏得錦標。

### 合約橋牌規範
合約橋牌的規則是由世界橋藝聯會標準化，並以《複式合約橋牌規範》為名出版。最近的版本編於 1997 年，包含 93 條規範（條文）。所有支援複式橋藝的較低階組織都必須遵守這些規則。但書中很大部分的規範都用於處理各類型的違規狀況，因此大多都是作為競賽中裁判（主導）的參考用書使用。
盤式橋牌有自己的一套規範，即 1993 年編成的《合約橋牌規範》，因此這些規則並不適用。事實上，盤式橋牌常使用較簡單的規則，或玩家自己訂定的規矩來處理違規狀況。

## 歷史
橋牌屬於贏取牌磴的遊戲，是惠斯特的延伸，由於受到廣大認識，而一直有愛好者。根據牛津英語詞典，「橋牌」的英文 Bridge 是由 Biritch 的發音英語化而來，後者在俄國即為衛斯特之意。
最早的俄國式衛斯特規則可溯自 1886 年，其中紀錄了許多和橋牌相近，而和衛斯特不同之處：發牌人可以選擇王牌，或讓同伴決定；發牌人的同伴是夢家；分數分為線上和線下兩種紀錄；3NT、4♥ 和 5♦ 是成局合約（但梅花和黑桃各需要比本金多吃八磴和十五磴！）；有賭倍和再賭倍，也有滿貫獎分。這種遊戲，以及它被稱作橋牌以及衛斯特橋牌的分支，在 1890 年代於美國和英國取代了衛斯特的地位，在大眾間流行起來。
競叫橋牌（也稱「皇家競叫橋牌」）出現於 1904 年，在這種遊戲中玩家必須以競價的方式叫牌，以決定合約和莊家。遊戲目標變成至少必須拿到合約所需的磴數，也出現了若無法完成目標時的罰分。
橋牌與葉子戲的玩法類似。
現代合約橋牌的發展，是基於哈罗德·斯特林·范德比尔特和其他人對競叫橋牌記分法的創新。最重要的修改，是將計算成局和滿貫獎分的來源，限於合約中計在線下的磴數，使叫牌更具挑戰性，也更有趣。新的概念包括「身價」─ 這讓盤式橋牌中用犧牲保護領先的行為損失更大 ─ 和其他各種讓遊戲本身更平衡的記分法修正。范德比的規則發表於 1925 年，在短短數年間便使「橋牌」成為「合約橋牌」的同義詞。
在今日的美國和澳大利亞，大部分俱樂部、競賽、網路上，以及其他場合都打複式橋牌。而在英國，盤式橋牌仍然和複式橋牌一樣受歡迎，也常在家中或俱樂部進行。根据一项调查显示，在美国，约有44%的家庭玩桥牌，但玩桥牌的人数在自二十世纪四十年代达到顶峰后就开始下滑。现在仍有许多人在打桥牌，其在退休人群中尤为流行。在2005年，美国合约桥牌联盟（ACBL）估计在美国约有两千五百万人在打桥牌。

## 錦標賽
橋牌，是以隨機發牌所進行的技巧遊戲，因此也有運氣成份，或更確切地說，是個內含隨機成份、不完全知識、以及受限訊息傳輸的戰略遊戲。運氣成份來自於發出的牌；在俱樂部和競賽中，可以由比對不同配對在同樣狀況下的選擇，來大幅去除運氣因素。做到這點的方法，是讓八位或更多玩家坐在不同桌，每桌的牌都保留下來，傳到下一桌讓另外四位（以上）的參加者打，而使每一牌都被打「複數」次。在一節結束後，便可互相比對各牌的成績，每一牌拿到最好成績的一對，便可得到該牌的最高分。這種作法只衡量了玩家和別人拿到同樣牌張時的叫、打能力，因此可以用來衡量技巧。
這種比賽形式被稱作「複式橋牌」，通常在俱樂部或競賽中進行，參賽者可多至上百人。複式橋牌屬於心智競賽，現今受歡迎的程度可與西洋棋相提並論，而兩者在最高水準競技中的複雜度，以及所需的心智能力也常被比較。橋牌和西洋棋是唯二項受國際奧林匹克委員會承認的心智競賽，但並未包含於主要奧運會競賽項目中。
複式橋牌的基本作法，早在 1857 年就被用於衛斯特比賽中。橋牌在早期被認為並不適合使用複式賽制，而直到 1920 年代，（競叫）橋牌錦標賽才較受歡迎。
在 1925 年合約橋牌的發明後，橋藝錦標賽開始普遍，但規則經常改變，且出現了幾個不同的競賽贊助組織：美國橋牌聯盟（ABL，前身為美國競叫橋牌聯盟，1929 年更名）、美國衛斯特聯盟、以及美國橋藝聯會（USBF）。第一個官方承認的世界錦標賽舉辦於 1935 年。然而到了 1937 年，美國合約橋牌聯盟（由 ABL 和 USBF 共同組成）開始掌握權力，到現在仍然是北美橋牌錦標賽的主要組織。1958 年，由於橋牌在國際上的風行，世界橋藝聯會成立。 2008 年，橋牌成为首届世界智力运动会比赛项目。

### 叫牌盒與簾幕
錦標賽中常使用「叫牌盒」。叫牌盒是一個裝著卡片的方盒，每張卡片上各寫著一個橋牌規則中的叫品。想叫牌的玩家可以拿出寫著叫品的卡片，而不需以言語表示，可以因此防止由語調變化傳遞的非法訊息。在高等級的國內競賽，以及國際競賽中，也常使用「簾幕」，放於對角橫跨桌面的隔板，能使玩家在比賽進行中看不見他的同伴。

## 技巧

### 叫牌
橋牌之所以複雜，有很大的原因是叫價過程中抵達好合約的困難性。這可是個大難題，搭檔的兩位玩家必須試著交換他們手牌中足夠的資訊，以抵達一個能完成的合約，但他們的交流受到限制，只能由叫品，以及之後出過的牌傳遞資訊，其他任何方法都不被允許；除此之外，所有約定的資訊傳遞方法都必須知會敵方。
如果搭檔能不受干擾，自由地循序漸進叫牌，他們就能交換更多資訊，所以能干擾敵方叫牌（或將叫牌線位快速提高）的搭檔，就能帶給敵方更多麻煩。因此，叫牌制度必須同時具備資訊性和戰略性。這種資訊交換、衡量、推論、以及戰略的組合，便是橋牌中叫牌的核心。
一些橋牌中叫牌和打牌的基本概念是以橋牌格言的形式統整。

#### 叫牌制度與特約
「叫牌制度」是一套搭檔間約定的叫品意義：玩家分別衡量他們的手牌，以及最佳的策略，接收新的資訊，並用叫品給予同伴資訊，或從同伴方要求資訊，以達到理想的合約。搭檔的叫牌制度通常有一套核心制度，再加上一些搭檔在開始打牌前先行選擇的特定特約（在主要制度中未包含，而可自由添加的自定用法，通常用以處理特殊狀況）修改及補充而成。「知名特約」與「制度一部分」這兩種叫品的界線有時很模糊；某些叫牌制度一開始便包含特定的特約。叫牌制度可以大致分作兩類，主要自然（美國標準黃卡），以及主要人為（例如精準制）。
叫品通常屬於「自然」或「約定性」（人為）其中之一。自然叫的花色和線位本質上傳達一個訊息「我有這門牌組」，或者賭倍代表「我不覺得敵方能完成合約，因此想提高賭注」。相反地，約定性（人為）叫使用事先約定好的編碼式意義來傳達資訊，叫品傳達極為特定，而非該叫品自然意義的資訊或要求。例如對 4NT 的回答，「自然」的 5♦ 叫品表示了對方塊牌組的喜好，或希望打五方塊這個合約，而若同伴間同意使用常見的黑木問叫，則此時的 5♦ 和方塊就毫無關聯，只告訴同伴回答人的手牌中有剛好一張 A。
特約在橋牌中很重要，因為需要交換的資訊遠多於對一門牌組的喜好與否，且由於可用的叫牌空間有限，若將特定情況中的一個叫品的普遍性意義拿掉，另外賦予它一個人為意義，就可傳達更多有用的資訊。知名的特約包括斯台曼（要求開叫 1NT 的一方叫出四張的高花牌組）、轉移叫（弱牌的一方要求牌較強的同伴叫出一門牌組，代替他主打這門花色）、以及黑木問叫（在滿貫叫牌中詢問有關 A 與 K 的資訊）。
阻擊叫(或稱為「竄叫」)一詞代表弱牌所作的一種高線位戰略性叫品，主要依靠一門長套，而非大牌來作為贏磴來源。阻擊叫品有著雙重功效 ─ 能讓玩家表示他們只有一門長牌組，其他牌很弱，這是個很重要的訊息，此外還能在可能很強的敵方能分辨他們是否有機會主打這一牌之前，有效提高代價。許多制度在二線、三線與四線包含了用於六張、七張、甚至八張牌組的阻擊叫。

#### 基本自然制
最基本的規則是，一個自然的牌組叫品，在開叫時表示在這門至少有四張（或更多，依制度而定），在支持同伴時可以略少；自然的 NT 叫品表示平均的手牌。
多數制度使用計算大牌點的方式，以對手牌力量做基本的衡量，再於適當時候以牌型和分配參考進一步估算。此外，牌張在手牌中的分配也會增加手牌的力量，因此也可以算分配點。比平均稍好的牌，大約11到13大牌點，就通常被認為足以「開叫」，亦即做出叫牌的第一個叫價。兩手類似如此的牌配在一起（亦即同伴間共有25大牌點左右），通常就足以叫上，且一般能完成無王或高花的一局（低花成局可能要略多）。
在自然制中，1NT 開叫一般表示相對平均牌型（通常每門牌組都有2至4張）的手牌，以及有限範圍的大牌點，介於12到18點之間（通常是2至3點的範圍，例如12-14、14-15、或15-17）。
三線或更高的開叫是阻擊叫品，亦即以特別希望打某一花色的弱牌所作的叫品，通常在高線位叫出，以破壞敵方的計畫。類似 ♠ AKJ8742 ♥ 73 ♦ 42 ♣ 76 的牌便極為合適開叫 3♠，讓對手即使有很多大牌點，也難以叫牌和尋找他們的最佳合約。
二線開叫可以代表不尋常的強牌（自然的 2NT，和人為的 2♣），也可以是阻擊叫，依制度而定。不尋常的強叫品傳達手牌的點力非常多（通常20大牌點或更多），或者贏磴潛力很高（通常八磴或以上）。
一線開叫的手牌至少有11到13大牌點，且不適合前述的任何叫品 - 一些制度 (例如美國標準黃卡等五張高花制度）中，高花開叫表示五張牌組（五張高花叫法，表示開叫1♥或1♠保證該花色至少有五張。）。
賭倍經常用作特約。自然，或懲罰賭倍，是在防家有信心能擊倒合約時使用。最常見的賭倍特約，是對低線位花色叫品的排除性賭倍(或稱迫伴賭倍)，顯示對所有未叫牌組的支持或簡單爭叫不足以顯示這手牌，並要求同伴叫牌。

#### 基本概念的變異
許多叫牌制度都與基本概念有些不同，其中程度各異。舉例而言，美國標準黃卡是一系列特約的集合，用以加持基本概念的準確性和能力；另一方面，精準制則是個較為高度人為化的系統，使用 1♣ 開叫處理強牌（但限制比起其他多數同類型制度要高），且需要許多其他的變異，來處理其他的狀況。現今許多專家使用一種稱為二蓋一成局迫叫的制度。在英國，埃柯是標準制度。在衡量手牌方面，也有不少進階的技巧，最簡易的是大牌點，但像是失磴計算法、總磴數定律和薩爾點（ 手上牌組最長兩門+(最長-最短)+控制(A=2,K=1,Q=0.5)+點力>=26就可以開叫）
常見的特約和自然制的變異包括：
- 1NT 開叫所需的點力（弱：12-14、強：15-17、或中性：14-15）。
- 1♥ 和 1♠ 開叫保證該門至少四張或五張（四張高花或五張高花）。
- 1♣ 和 1♦ 是自然或存疑（也叫偽叫，顯示開叫的手牌沒有能叫出的高花套）。
- 二線開叫（尤其 2♥ 和 2♠ ）是強（20 點以上）或弱（亦即六張牌組的阻擊叫）。（註：2♣ 開叫在自然制中通常是人為叫，顯示一手很強的牌。）
- 黑木（包括原始版本，以及羅馬關鍵張黑木）。
- 斯台曼（Stayman convention，或譯為「史蒂曼」特約，和黑木並稱為橋牌最著名的兩個特約）。
- 在 1NT 開叫後應叫 2♦ 、 2♥ （有時也包括 2♠，甚至 2NT 和 3♣ ）是否當成轉換叫。
- 使用扣叫(或稱為「示叫」)與否，以及種類。
- 在一般流行的叫牌制度(約定)中，對敵方一、二線（有時三線）的合約賭倍通常並非表示相信敵方的合約會垮而提高賭注（處罰賭倍），而是表示有力量但沒有能叫的牌組，並要求同伴叫牌 (排除性加倍)(或稱為「迫伴賭倍」) 。
- 叫牌方式是否會因為敵方干擾或競爭而改變。
- 哪些（如果有）叫品是迫叫，而必須答叫。

在打牌時，通常也會約定首引、信號、以及墊牌時所用的制度：
- 首引代表引第一張牌時的選擇方法
- 信號表示該選擇出牌組中的哪一張牌 ─ 通常在沒有特殊作用時，打一張特別大（或小）的牌表示鼓勵繼續出這門花色，而小（或大）牌表示不鼓勵、希望同伴選擇其他的花色。
- 墊牌是當同伴無法跟出花色，而自由選擇要打出或拋棄掉的牌。在這種情況，拋掉的牌可以用來對同伴暗示玩家手牌的狀況，或特別希望同伴打出的花色。

#### 進階叫牌技巧
值得一提的是，所有叫出（以及沒有叫出）的叫品其實都不只一個含意，而有兩個；首先，它確認，或傳遞一些訊息給同伴；其次，它也暗中否認其他各類手牌，因為玩家並未選擇其他可用的叫品。舉例而言，在 1NT 開叫後的 2NT 不但顯示一手特定點力範圍的平均牌，且否認了五張高花（否則會叫出）或四張高花（否則會用史蒂曼）。
類似地，在 1NT - 2♣ - 2♦ - 2♥ 這個叫牌過程中， 2♥ 這個叫品也保證了有四張黑桃：同伴再叫 2♦ 否認一門四張高花後，還想尋求紅心配合，則他必有至少五張紅心，而如果他有五張紅心，則他使用史蒂曼的原因，一定是因為他剛好有四張黑桃（另一門高花）。一名睿智的同伴便可由此，從叫牌中讀出表面之下的含意。
許多進階的叫牌技巧屬於特殊約定，而和特定的狀況有關。

### 打牌
多產橋藝作家特倫斯·里茲曾經指出，橋牌中取得贏磴的方法只有四種，且其中兩種極為容易：
- 打出一張沒人比得過的大牌
- 王吃敵方的大牌
- 建立長門（如果敵方已經沒有該門牌組的牌，而又不能王吃，則這門的最後幾張牌可以拿到贏磴）
- 假設敵方的大牌在某一特定位置來打牌，即偷牌（如果他們的 A 在你的 K 右方，你的 K 就可能拿到贏磴）。

幾乎所有的橋牌取磴技巧，都可以簡化成以上四種之一。
需要許多思考和經驗，才能對牌張作出最佳打法，由於過於複雜而無法詳述。但或許可以考慮一些基本的概念：
有些重要的可能性和大牌的位置有關。
- 某位敵方有一張特定牌張，例如 K ，的機率：50%。
- 某位敵方有兩張特定牌張，例如 K 和 Q，的機率：約 25%。
- 某位敵方至少有兩張特定牌張其中之一，例如 K 和 Q，的機率：約 75%。

在建立長門時，了解敵方在這門牌組兩手平均分配的概率便很重要。一般而言，最大的分配概率是牌張接近平均分配。舉例而言，若莊家和夢家共有八張王牌，則敵方的王牌便較可能（68% 的機會）是 3-2 分配（一位敵家有三張，另一位有兩張），因此可以在三輪後清完王牌。如果莊家用一門七張的牌組當王牌，則外面王牌 4-2 分配的機會（48%）就比 3-3 平均分配的機會（36%）要高。

### 實例
|   |            | ♠         | 9 6       |   |         |
| ♥ | Q 7 6      |           |           |   |         |
| ♦ | Q J 10 4   |           |           |   |         |
| ♣ | A Q 10 2   |           |           |   |         |
| ♠ | A K J 8 3  | 北西 東南 | 北西 東南 | ♠ | Q 10 2  |
| ♥ | J 4 2      | 北西 東南 | 北西 東南 | ♥ | 9 3     |
| ♦ | 8 7        | 北西 東南 | 北西 東南 | ♦ | A 9 5 3 |
| ♣ | 9 6 4      | 北西 東南 | 北西 東南 | ♣ | J 8 7 3 |
|   |            | ♠         | 7 5 4     |   |         |
| ♥ | A K 10 8 5 |           |           |   |         |
| ♦ | K 6 2      |           |           |   |         |
| ♣ | K 5        |           |           |   |         |

牌張如圖所示，東家發牌。由於東家沒有足夠的大牌點來開叫，因此他派司，否認有能開叫的手牌。下一個輪到的南家開叫 1♥，顯示一門合理的紅心牌組（至少四或五張），以及至少11大牌點。西家以 1♠ 爭叫，北家支持同伴的牌組，又有一定實力，跳加叫 3♥ 邀請成局，而東家同樣支持黑桃，加叫 3♠。南家有13大牌點，失磴較少，於是接受了邀請。叫牌是：
|      |      | 不叫 | 1♥ |
| 1♠   | 3♥   | 3♠   | 4♥ |
| 不叫 | 不叫 | 不叫 |    |

在叫牌中，南北家試著查明他們的手牌是否夠叫上成局（紅心或黑桃十磴、梅花或方塊十一磴），因為如果叫到且作成便會有額外的獎勵分。東西家以黑桃競爭，希望能在低線位打到黑桃合約或以 ♠ 的配合作犧牲叫。最後的合約是 4♥，南北要以紅心為王牌吃到十磴。
南家是莊家，因為他首先叫過紅心，而他左方的玩家，西家，必須選擇第一張打出的牌，也就是首引。他選擇 ♠A，因為這是他和他同伴都表示過力量的花色，且他和同伴同意過，如果他們拿到相連大牌（或稱大牌連張）時，會先打較大的一張（為了傳遞資訊）。他面朝下打出這張牌，以讓同伴有最後機會詢問叫牌的意義。在那之後，北家會把牌攤在桌上成為夢家，南北兩手牌都會由莊家控制。在北家攤牌成為夢家後，西家把首引牌翻到正面，莊家研究他和夢家的牌，以訂出一個打牌的主打計畫。由於他必須失掉兩磴黑桃、以及一磴方塊，因此他必須想辦法弄掉手上可能失掉的一張小 ♠ 。
在考慮完後，莊家要求夢家（北家）出一張小黑桃。東家跟了 ♠2 ，表示有3張帶 ♠Q 。下一輪西家見夢家只有2張 ♠ ，而莊家有3張小 ♠ ，於是引出一張小王牌反抽王牌，莊家用王牌10 贏得。莊家下一輪出一張小 ♠ ，西 ♠K 贏得後繼續打王牌，莊家用王牌A 贏得，兩家均跟出了。其後莊家出了手上最後一張小 ♠ ，夢家以 ♥Q 王吃。 ♠ 失張已經沒問題了，但西家仍然有 ♥J，有王吃莊家贏磴的可能。因此莊家從明手(或稱桌上)打梅花到手上的K，再出王牌K 抽王牌，同時敲下王牌J 。然後，莊家出 ♦ 大牌逼出防守方的 ♦A 。最後他攤下自己的手牌，宣告贏得剩餘的牌磴，因為他手上所有的牌都是贏墩了，因此沒有必要打完整手牌，來證明能贏得剩下的磴數。防守方同意，打牌結束。
（跟小牌或墊牌通常在這類敘述中會省略，除非對結果很重要。）
南北取得必須的十磴，而他們的敵方取得另外三磴。合約完成了，因此北家在登記表上紀錄己方獲得 +620 分（在複式橋賽中，南北負責紀錄）。各玩家將自己的手牌歸回牌盒內，接著打下一牌。

### 四人橋計分
只有四人玩時，為了把運氣降最低，技術提最高，訂下此規則。
發牌後每家打開各色最大的牌共四張，若缺門則依花色大小，補一張第二大的牌。
叫牌分數計算表:
- 1# 2# 3# 4# 5# 6# 7#
- 無王　40 30 30 30 30 30 30
- 黑桃　30 30 30 30 30 30 30
- 紅心　30 30 30 30 30 30 30
- 方塊　20 20 20 20 20 20 20
- 梅花　20 20 20 20 20 20 20

叫牌分數計算方式:
- 3無王，40 + 30 + 30 = 100，滿100分
- 3黑桃，30 + 30 + 30 =  90，未滿100分
- 3紅心，30 + 30 + 30 =  90，未滿100分
- 3方塊，20 + 20 + 20 =  60，未滿100分
- 3梅花，20 + 20 + 20 =  60，未滿100分
- 4黑桃，30 + 30 + 30 + 30 = 120，滿100分
- 4紅心，30 + 30 + 30 + 30 = 120，滿100分
- 5方塊，20 + 20 + 20 + 20 + 20 = 100，滿100分
- 5梅花，20 + 20 + 20 + 20 + 20 = 100，滿100分

叫牌分數只是為了計算能不能得到1分，實際得分方式如下:
- 成局，得1分
- 叫牌滿100分，多加1分
- 最滿叫品無超墩，多加1分
- Double，多加1分，每位防家多扣1分
- Redouble，多加2分，每位防家多扣2分
- 小滿貫，多加4分
- 大滿貫，多加8分

放水制約:
有以下情況，我方的手牌與敵方互換，不需叫牌，直接出牌。
- (a)我方莊夢家認為敵方故意放水，使我方莊夢家超墩，破壞我方莊夢家[最滿叫品無超墩]。

若重玩後敵方贏得的墩數小於原先我方莊夢家贏得的墩數，我方莊夢家多加1分。敵方多扣1分。
反之我方莊夢家原分數不計且多扣1分，敵方多加1分。
- (b)我方認為敵方莊夢家故意放水，敵方莊夢家使他們自己達成[最滿叫品無超墩]。

若重玩後我方贏得的墩數大於原先敵方莊夢家贏得的墩數，我方多加1分，敵方莊夢家原分數不計且多扣1分。
反之我方多扣1分，敵方莊夢家多加1分。

### 橋牌與網際網路
網際網路上有幾個免費，以及一些需要繳費的橋牌伺服器。OKbridge 是現存的網路橋牌伺服器中最早成立的一個，上面有著所有程度的玩家，從初學者或世界冠軍。OKbridge 是個付費俱樂部，因此提供了完善的服務，例如客服中心和道德檢驗。SWAN Games 是較近期出現的競爭對手。橋牌基地線上(BridgeBase Online 簡稱 BBO)由於對一般牌局不收費，而成為全世界最受歡迎的線上橋藝俱樂部。以上的線上俱樂部都提供了一些特殊功能，例如能獲得 ACBL （美國合約橋牌聯盟）大師點、參加線上錦標賽、好友列表、購買有助增進橋藝的軟體、以及由打橋牌賺錢等等。在橋牌基地線上還有一個轉播功能，讓任何有興趣的人都能收看重要的國際競賽。移動電話的興起，德國橋牌也走上了移動平臺，例如安卓，蘋果iPhone也陸續出現相關應用。
一些國家性的合約橋牌組織現在也提供他們的會員線上打牌服務，例如英格蘭橋藝盟會、荷蘭橋藝盟會、以及澳大利亞橋藝聯會等等。MSN 和 Yahoo! Games 也提供了一些線上盤式橋牌服務。在 2001 年，世界橋藝聯會發行了一本橋規的特殊版本，專為網路和其他電子性競賽而設計。
線上橋牌的優點包括：
- 自由的打牌時段。
- 玩家評分制度，能夠衡量玩家的能力，且不會像大師點那樣，受打過的比賽和從事時間長短影響。
- 能使用特約的限制較少。
- 非法訊息無法藉由聲調或肢體語言傳遞。
- 可以留下詳盡的紀錄，以協助解決爭執。
- 軟體可以避免不合規則的叫打。

缺點則有：
- 無法事先約定叫牌特約，因為同伴（通常）都是陌生人。
- 社交性降低。
- 提高使用外在通訊的作弊機會。
- 玩家可能會在一牌結束，或一節比賽結束前離開。

## 電腦橋牌
經過一長段缺乏進展的年間，電腦橋牌終於在二十世紀末邁出了一大步。在 1996 年，美國合約橋牌聯盟（ACBL）發起了一個與大型橋藝活動一同舉辦的官方比賽。第一屆世界電腦橋牌錦標賽在 1997 年和北美橋藝錦標賽一同，於美國新墨西哥州的阿布奎基舉行。
強大的橋牌軟體，例如 Jack（2001、2002、2003、2004、2006 年世界電腦橋牌冠軍）和 Wbridge5（2005 年世界冠軍）或許能與世界頂尖的數千對人類橋隊比肩。2005 到 2006 年間，荷蘭橋藝雜誌 IMP 刊出一系列文章，描述了 Jack 和七對頂尖荷蘭橋隊的比賽。比賽共進行了 196 牌，最後 Jack 僅以很小的差距落敗（359 對 385 IMPs）。
2007 年的世界電腦橋牌錦標賽，是和上海世界隊制橋藝錦標賽一同舉辦，共有八支隊伍（軟體）參加：
- Jack（荷蘭，衛冕冠軍）
- Micro Bridge（日本，2006 年亞軍）
- Wbridge5（法國，2005 年冠軍）
- Bridge Baron（美國，1997 年冠軍）
- Q-Plus（德國，三屆亞軍）
- Shark Bridge（丹麥）
- RoboBridge（荷蘭）
- TUT Bridge（日本，東京技術大學製作）

經過循環賽與淘汰賽後，Wbridge5 於決賽以 206-101 IMPs 擊敗 Bridge Baron，獲得冠軍。

## 專有名詞
玩家參與橋牌遊戲的人。
同伴（對家）坐在對面的玩家（北和南互為同伴、東和西互為同伴）；一對同伴互相幫助，對抗對手（另一對同伴）；一對同伴的分數是合併計算的，並不分開。
對手（敵家）坐在左右邊的玩家（北和南的對手是東和西、東和西的對手是北和南）；一對同伴互相幫助，對抗對手（另一對同伴）；一對同伴得正分，他們的對手（另一對同伴）得負分。
發牌人負責將一副牌洗好，並且按照順時鐘的順序平均發給每一位玩家的人；在複式橋牌中，發牌人是以北、東、南、西，順時鐘的次序排列。
莊家。
夢家。
防家。
北家坐在北方位置（面朝南，和麻將不同，下同）的玩家；複式橋牌中，指第一位發牌人；在橋局解說中，指。
東家坐在東方位置的玩家；複式橋牌中，指第二位發牌人；在橋局解說中，指。
南家坐在南方位置的玩家；複式橋牌中，指第三位發牌人；在橋局解說中，指莊家。
西家坐在西方位置的玩家；複式橋牌中，指第四位發牌人；在橋局解說中，指。
第一家叫牌中，指發牌人；打牌中，指莊家左邊的防家。；一墩牌中，指出第一張牌的玩家（引牌）。
第二家叫牌中，指發牌人左邊的對手；打牌中，指夢家；一墩牌中，指出第二張牌的玩家。
第三家叫牌中，指發牌人的同伴；打牌中，指莊家右邊的防家；一墩牌中，指出第三張牌的玩家。
第四家叫牌中，指發牌人右邊的對手；打牌中，指莊家；一墩牌中，指出第四張牌的玩家。
花色一副牌有四種花色：即黑桃♠、紅心♥、方塊♦、梅花♣；一種花色有A到2共13張牌。
黑桃♠叫牌中，等級低於無王，高於紅心♥、方塊♦、梅花♣的花色。
紅心♥叫牌中，等級低於無王、黑桃♠，高於方塊♦、梅花♣的花色。
方塊♦叫牌中，等級低於無王、黑桃♠、紅心♥，高於梅花♣的花色。
梅花♣叫牌中，等級低於無王、黑桃♠、紅心♥、方塊♦的花色。
王牌一墩牌中，如果有王牌花色，以王牌花色中最大的牌贏取該墩；如果沒有王牌花色，以和引牌同一種花色的最大牌贏取該墩；叫牌中可以指定某一種花色為王牌。
無王叫牌中不指定任何花色為王牌；無王的等級高於任何花色。
高花指♥和♠。
低花指♦和♣。

### 橋牌的歷史
- Foster's Whist Manual, R.F. Foster 著。London, Frederick Warne and Co. 和 Mudie and Sons。（第四版，1899）
- The Bridge Manual，"John Doe"（George Cavendish Benedict）著。London, Mudie and Sons（1900）
- Bridge Whist，C.J. Melrose 著。New York, Charles Scribner's Sons。（1901）
- Elwell's Advanced Bridge，J.B. Elwell 著。London, George Newnes。（第五版，1905）
- Bridge and Auction Bridge，"Valet de Pique" 著。London, Eveleigh Nash。（1912）
- Royal Auction Bridge，Ernest Bergholt 著。London, George Routledge & Sons。（1915?）
- The Mad World of Bridge，Jack Olsen 著。New York, Holt, Rinehart & Winston。（1960）
- Bridge Is My Game，Jack Olsen、Charles Goren 合著。New York, Doubleday。（1965）

## 延伸閱讀（英文）
- "Turning Tricks"，David Owen 著。The New Yorker，2007 年九月 17 日，90 至 93 頁。
- "Card Play Tequnique or the Art of Being Lucky"，Victor Mollo 與 Nico Gardener 著。

## 外部連結
- 中華民國橋藝協會（页面存档备份，存于）
- 中国桥牌协会
- 世界橋藝聯會（页面存档备份，存于）